# 運慶

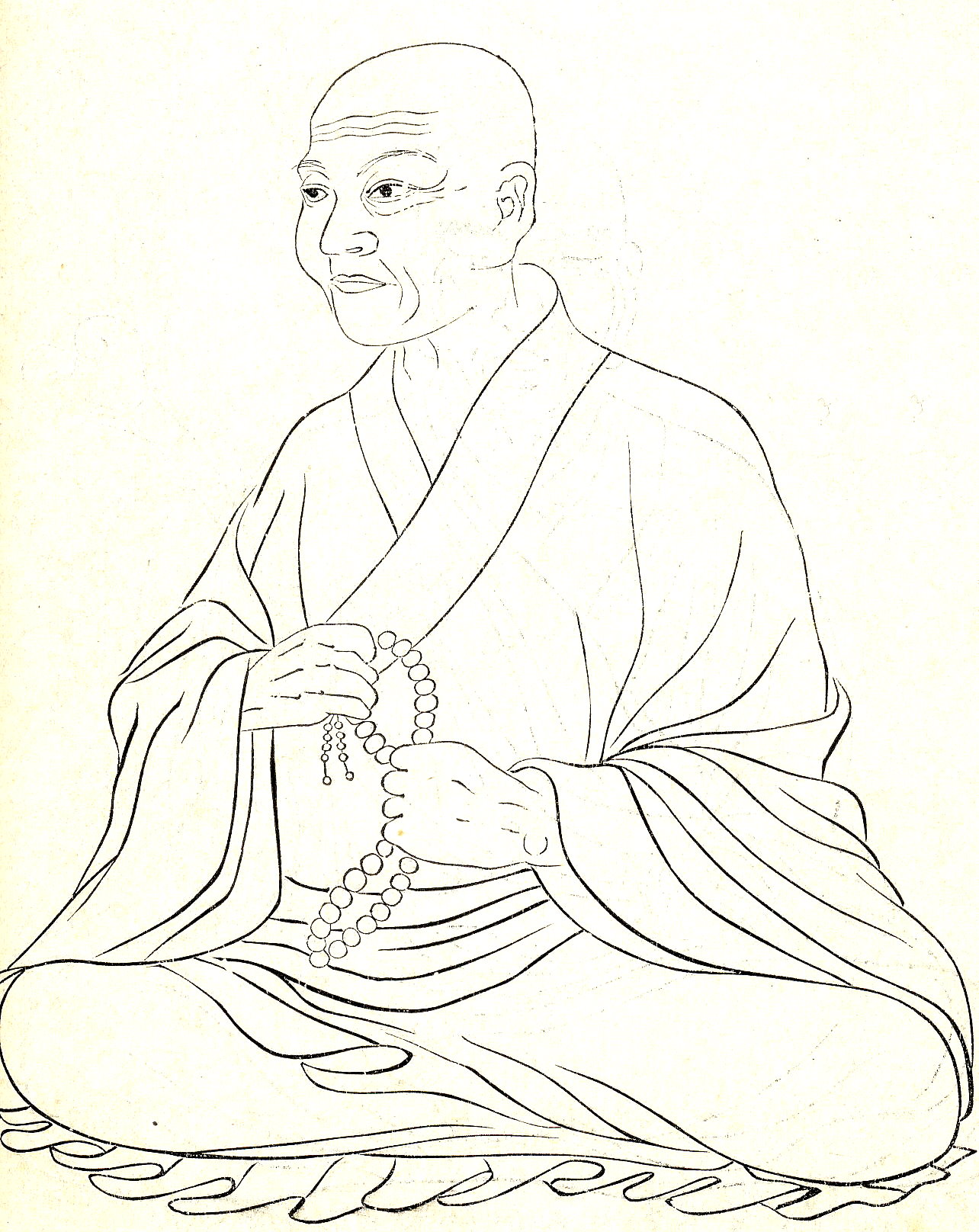
運慶（『集古十種』）

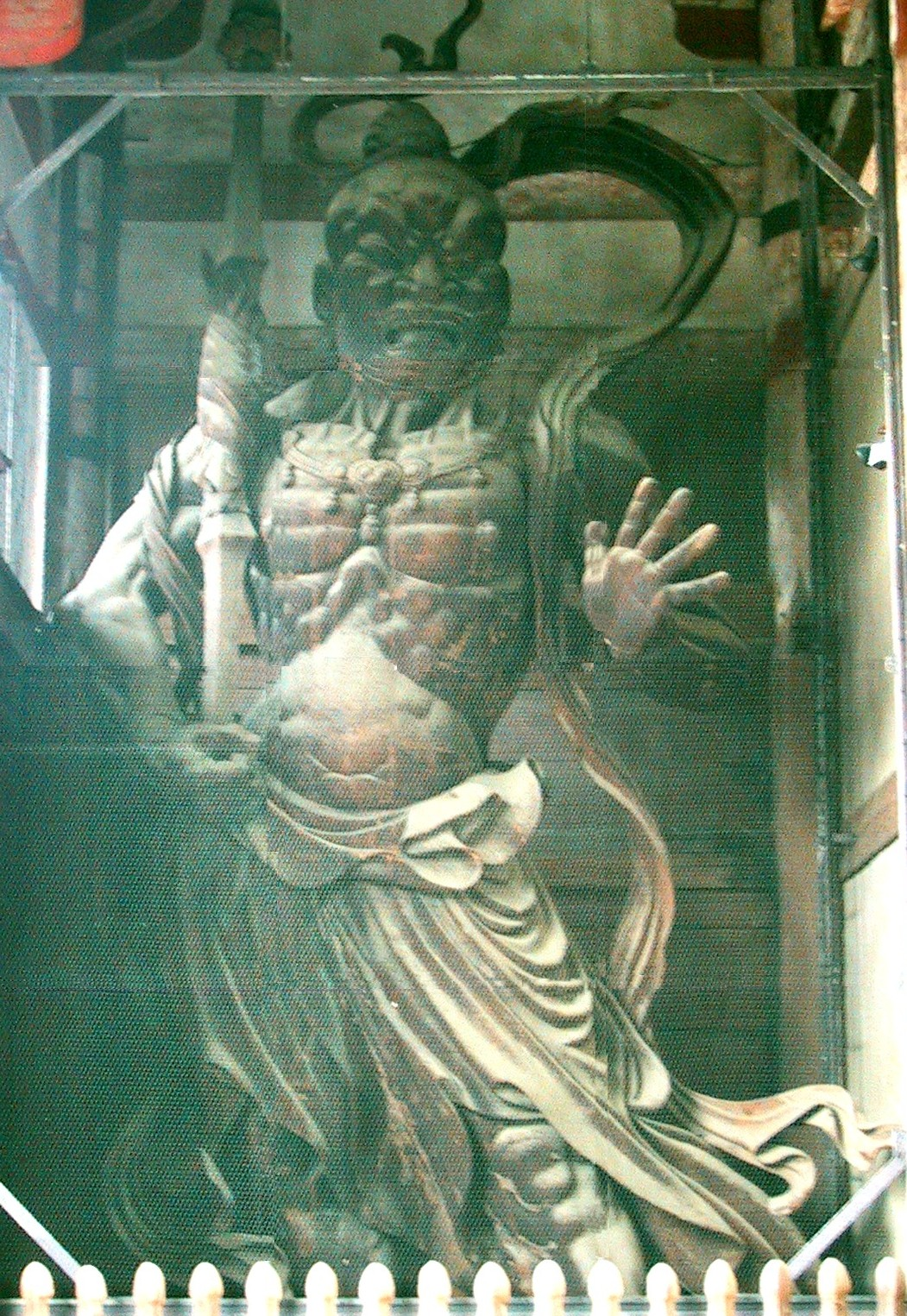
東大寺金剛力士像（阿形像）

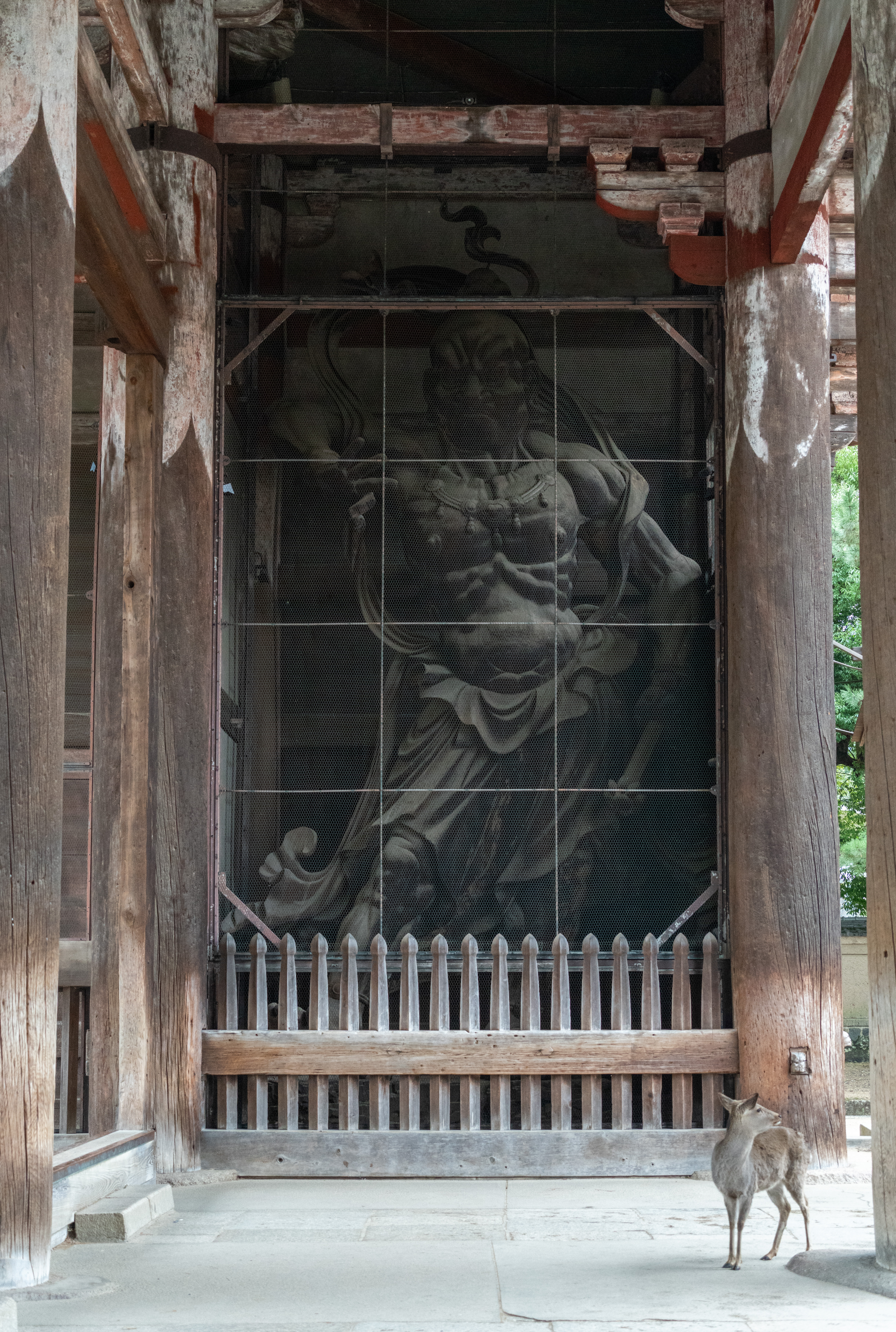
東大寺金剛力士像（吽形像）

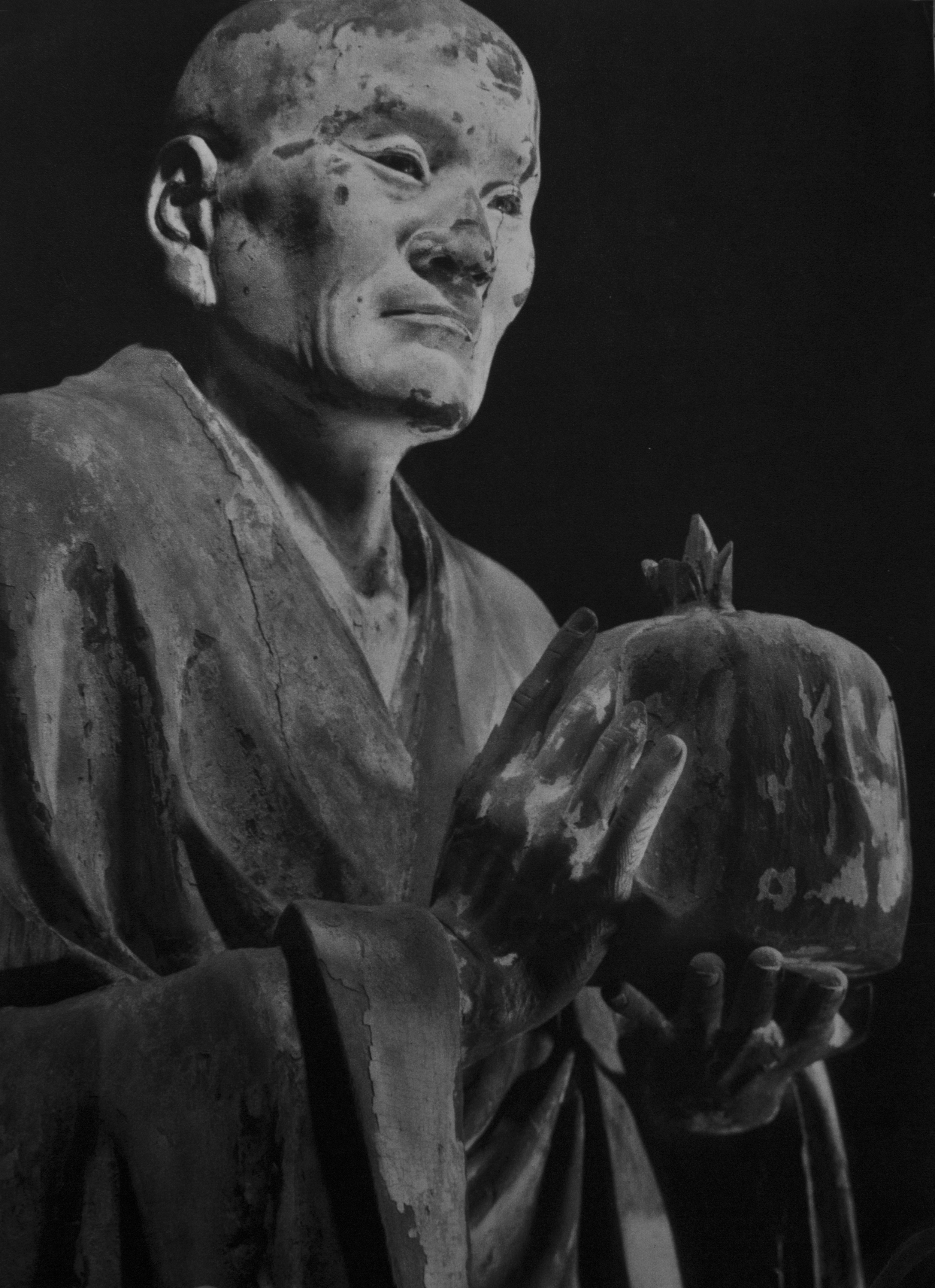
興福寺北円堂無著像

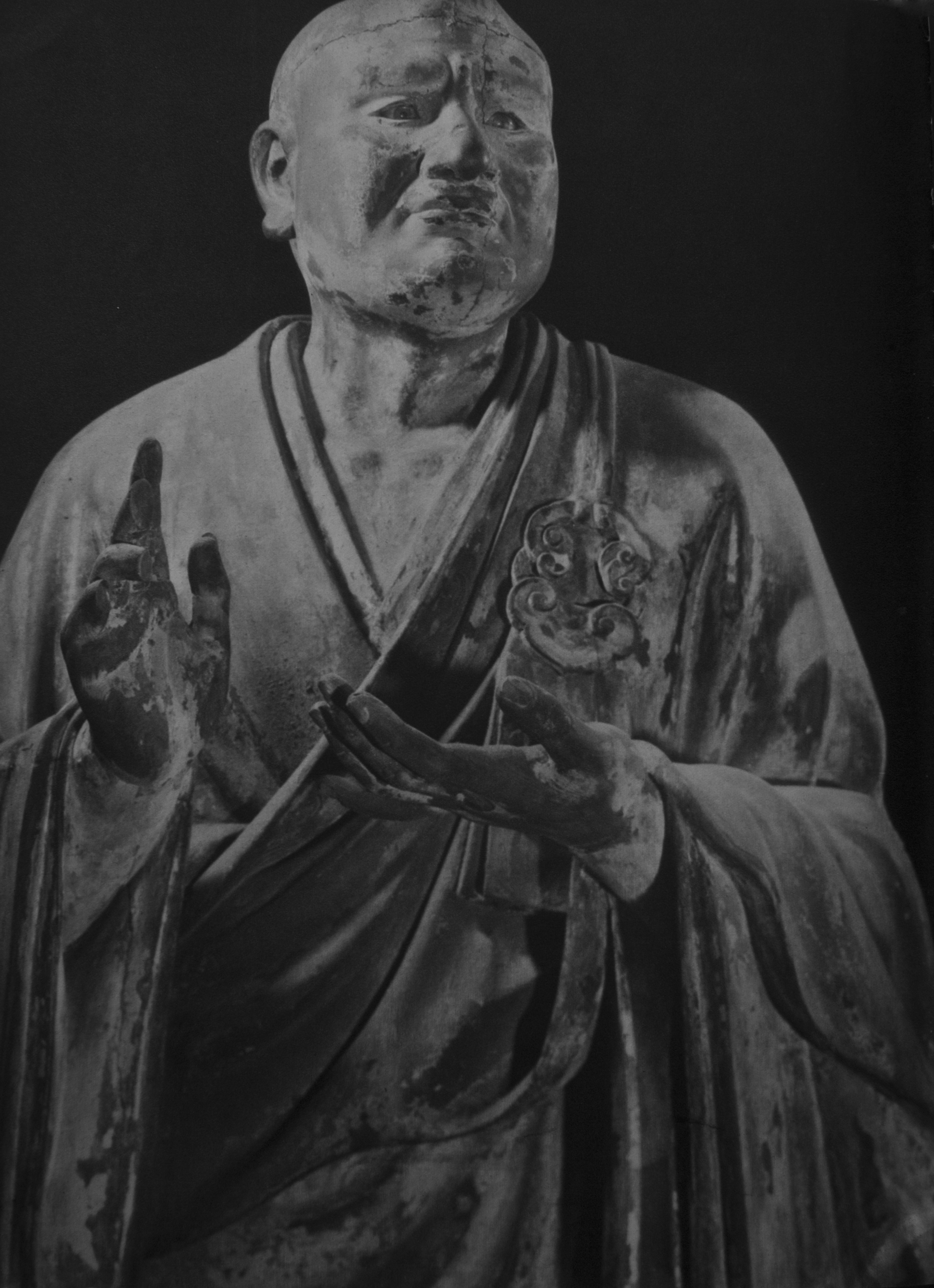
興福寺北円堂世親像

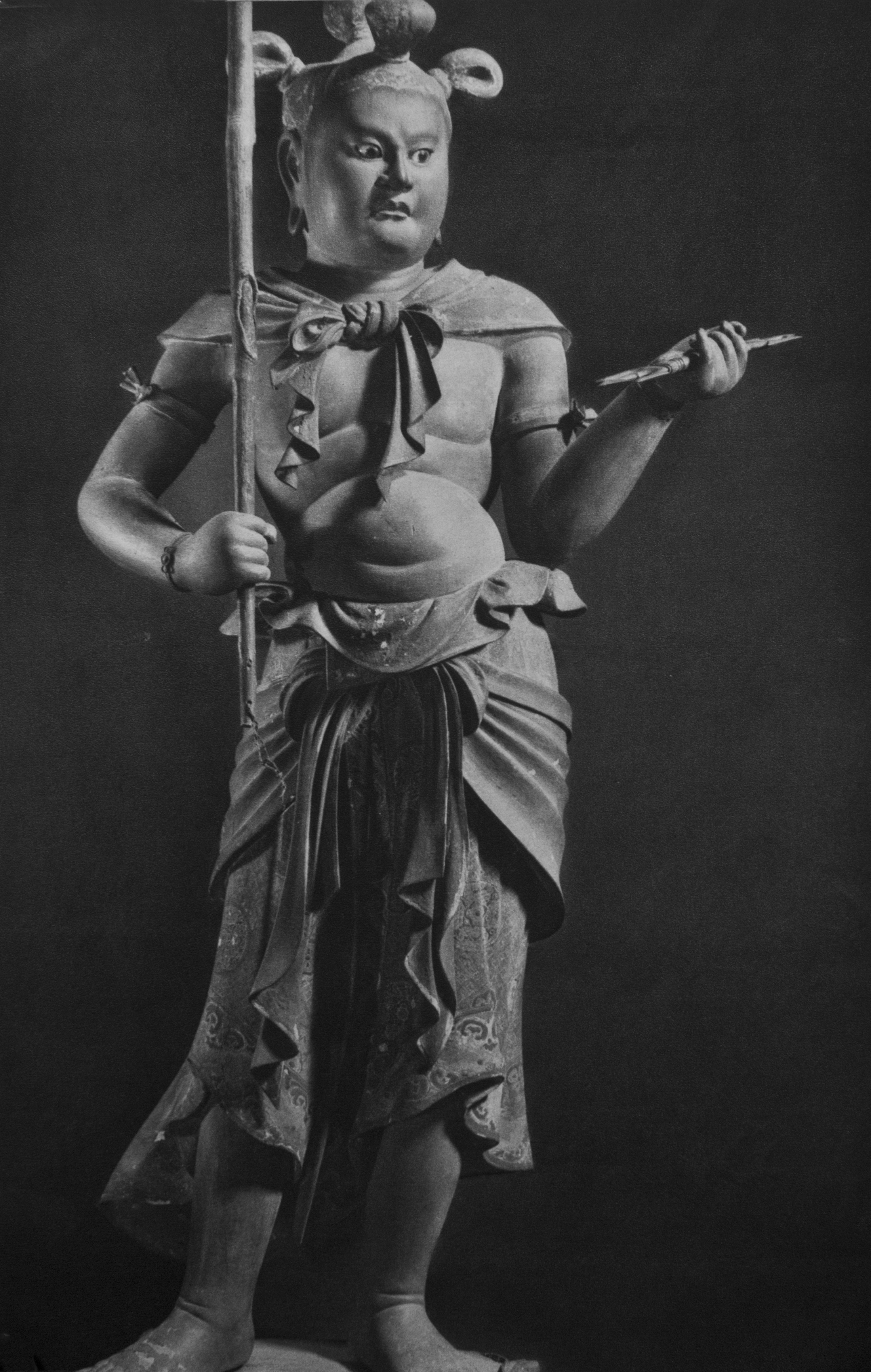
金剛峯寺八大童子像のうち制多迦童子（伝運慶作）

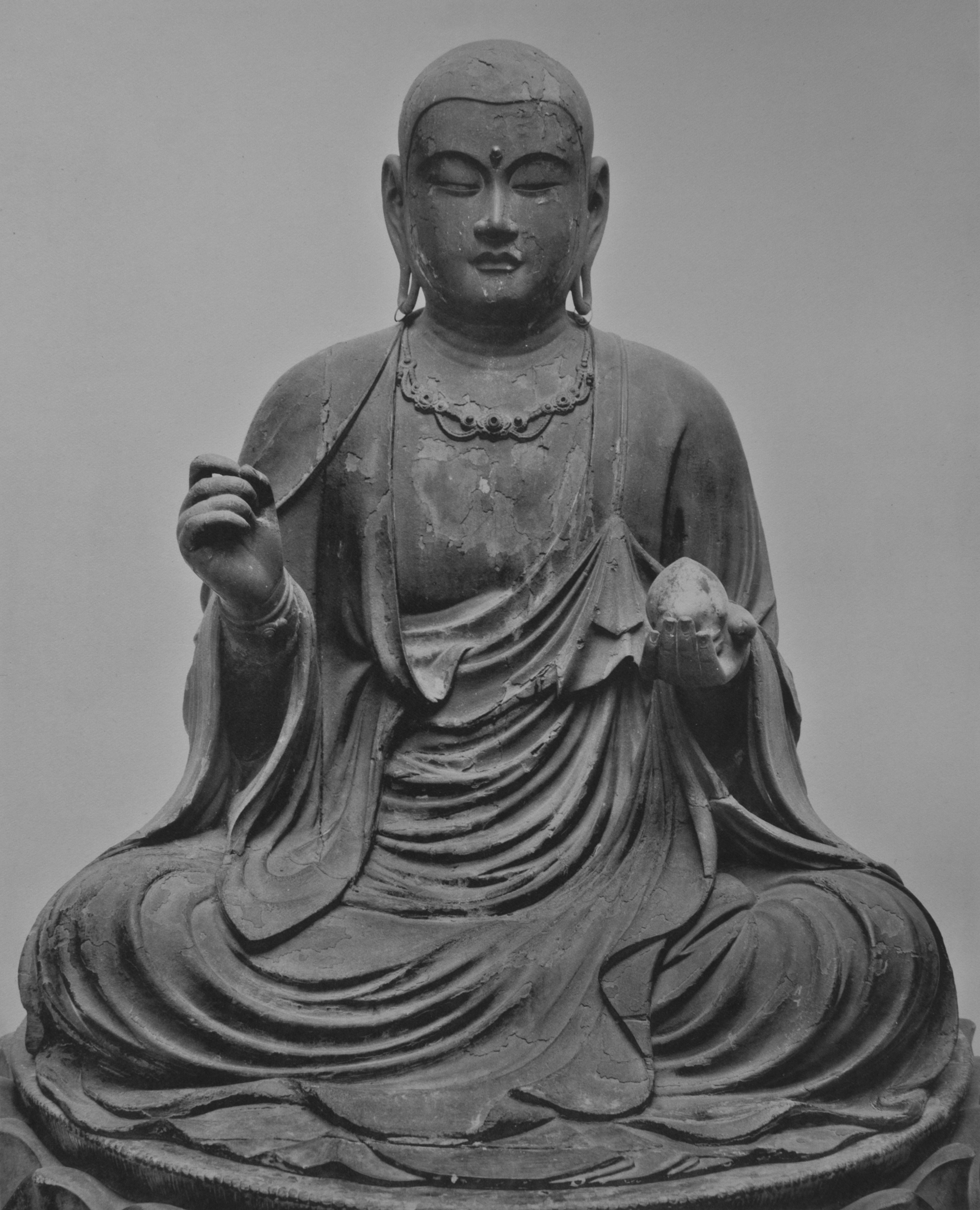
六波羅蜜寺地蔵菩薩像（伝運慶作）

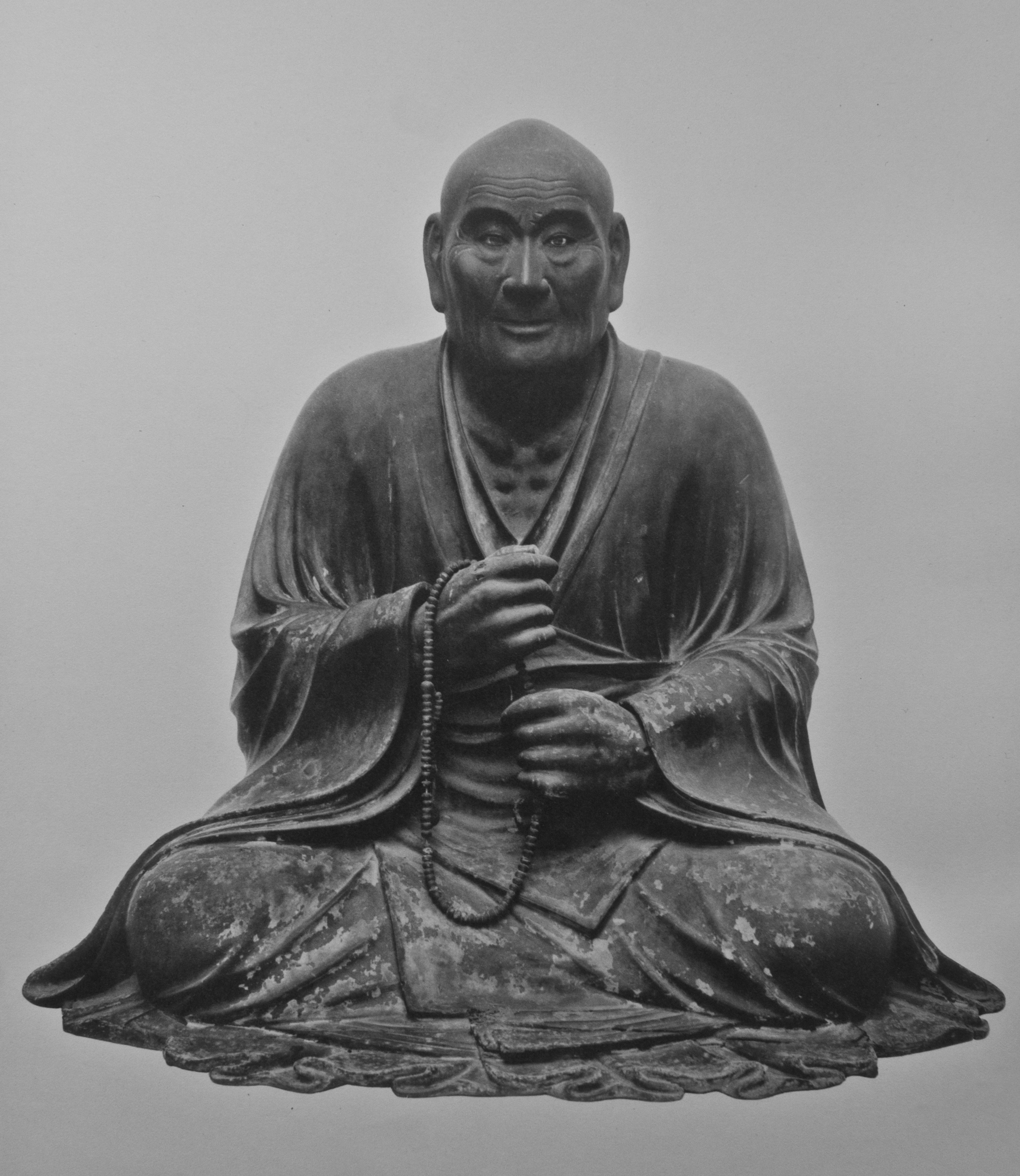
運慶の肖像とされる僧形像（六波羅蜜寺）

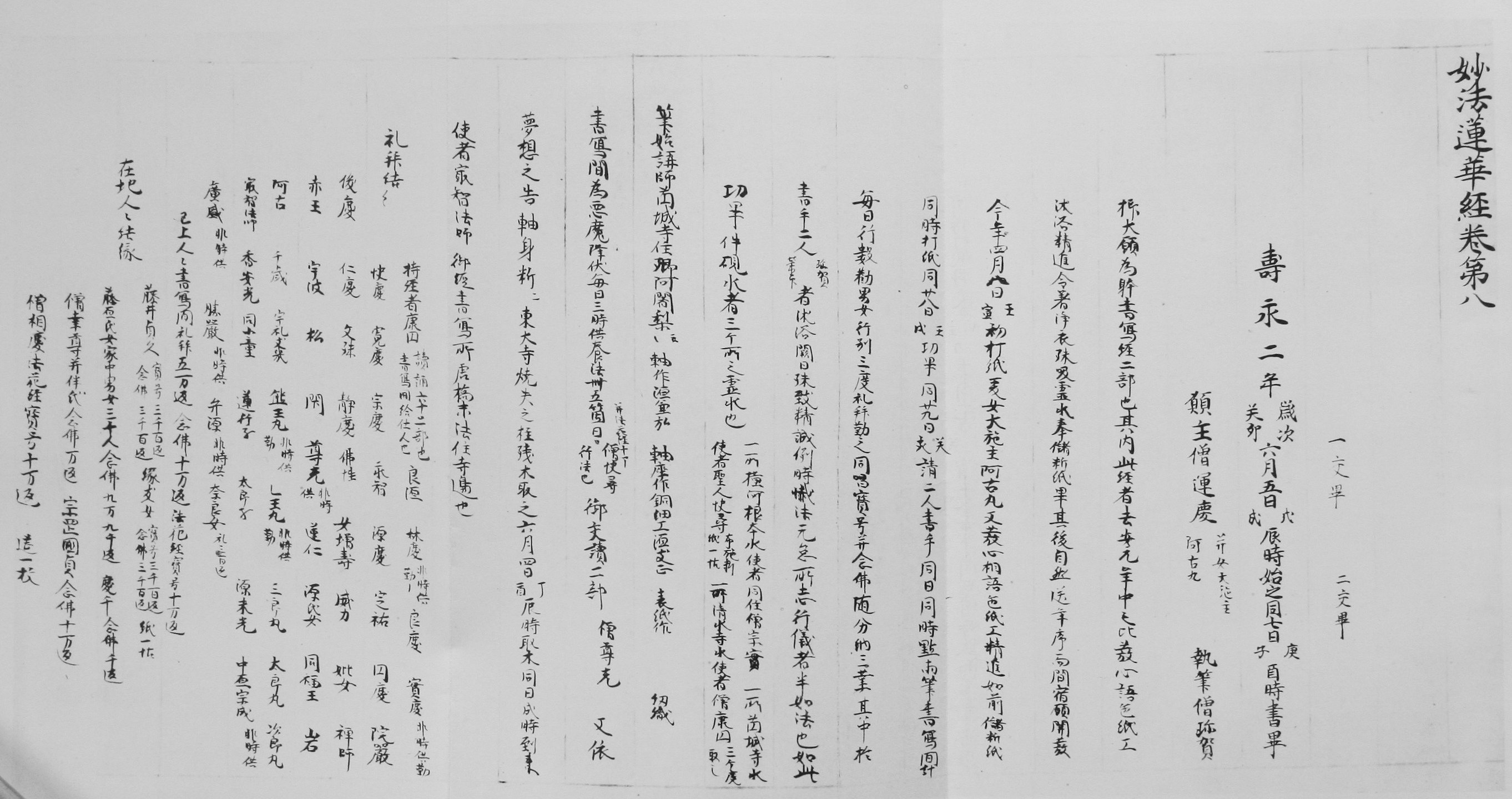
運慶願経 奧書

運慶（うんけい、生年不詳 - 貞応2年12月11日（1224年1月3日））は、平安時代末期から鎌倉時代初期にかけて活動した仏師である。慶派に属する。

## 経歴

### 出生
運慶は興福寺を拠点に活動していた奈良仏師康慶の子であるが詳しい生い立ちは分かっていない。円成寺大日如来像造像銘中に「大仏師康慶実弟子運慶」とあり、この「実弟子」は「実子である弟子」の意と解釈されている。長男湛慶が承安3年（1173年）生まれであることが、京都市・妙法院蓮華王院本堂（三十三間堂）本尊の台座銘から知られ、その父である運慶は12世紀半ば頃の生まれと推測される。

### 初期の活動
運慶の現存最古作は、安元2年（1176年）に完成した奈良・円成寺の円成寺木造大日如来坐像である。寿永2年（1183年）には、以前から計画していた『法華経』の書写を完成した。この『法華経』は現在「運慶願経」と呼ばれている（京都・真正極楽寺蔵および個人蔵、国宝）。経の奥書には48名もの結縁者の名が記され、その中には快慶をはじめ、実慶・宗慶・源慶・静慶など後に仏師として活躍することの知られる者が含んでおり、一門をあげての写経だったことがわかる。

### 興福寺再興事業への参加
治承4年（1180年）に平家の兵火により、奈良の東大寺・興福寺が焼亡する。興福寺の再興造像は、円派、院派と呼ばれる京都仏師と、康慶・運慶らの属する慶派の奈良仏師とが分担した。当時の中央造仏界での勢力にしたがい、円派・院派のほうが金堂・講堂のような主要堂塔の造像を担当することとなり、奈良仏師では運慶の父である康慶が南円堂の造仏を担当し、本家筋にあたる成朝は食堂（じきどう）の造仏を担当することとなった。

### 鎌倉幕府への接近
成朝は、なぜか食堂本尊の造像に専念せず、文治元年（1185年）に源頼朝の勝長寿院本尊阿弥陀如来像を造るため鎌倉に下向した（『吾妻鏡』）。一方、運慶は文治2年（1186年）正月の時点で興福寺西金堂本尊釈迦如来像の造像に携わっていたが（『類聚世要抄』）、その直後、成朝の動向に連続するかのように、鎌倉幕府関係の仕事を開始する。その年5月3日には、北条時政発願の静岡県伊豆の国市・願成就院の阿弥陀如来像、不動明王及び二童子像、毘沙門天像を造り始めている（阿弥陀如来像を除く各像像内に納入の五輪塔形銘札）。またその3年後、文治5年（1189年）には、和田義盛発願の神奈川県横須賀市・浄楽寺の阿弥陀三尊像、不動明王像、毘沙門天像を造っている（不動明王・毘沙門天像像内納入の月輪形銘札）。

### 東大寺での仕事
治承4年（1180年）の南都焼討で主要伽藍を焼失した東大寺復興造仏には、康慶を中心とする奈良仏師が携わっている。建久5年（1194年）から翌年にかけて、東大寺南中門二天像が造立されたが、このうち西方天担当の小仏師として「雲慶」の名が記録にみえる。建久7年（1196年）には康慶の主導で、快慶、定覚らとともに東大寺大仏の両脇侍像（如意輪観音、虚空蔵菩薩）と大仏殿四隅に安置する約14メートルに及ぶ四天王像の造立という大仕事に携わる。運慶は父康慶とともに虚空蔵菩薩像の大仏師を務め、四天王像のうち増長天の大仏師を担当している（『鈔本東大寺要録』『東大寺続要録』）。以上の諸像は、戦国時代末期の松永久秀による東大寺大仏殿の戦いによる兵火で大仏殿とともに焼失して現存しない（快慶作金剛峯寺像、海住山寺像をはじめ大仏殿像の形式を模したといわれる四天王像が多く造られ、「大仏殿様四天王像」と称される）。現存するこの時期の作品としては建仁3年（1203年）造立の東大寺南大門金剛力士（仁王）像がある。造高約8.5メートルに及ぶ巨像2躯は、1988年から1993年にかけて解体修理が実施された。その結果、阿形像の持物の金剛杵内面の墨書や吽形像の像内納入経巻の奥書から、運慶、快慶、定覚、湛慶（運慶の子）の4名が大仏師となり、小仏師多数を率いてわずか2か月で造立したものであることがあらためて裏付けられた。4人の大仏師の役割分担については諸説あるが、運慶が両像の制作の総指揮にあたったものと考えられている。この功績により、建仁3年（1203年）の東大寺総供養の際、運慶は僧綱の極位である法印に任ぜられた。これは奈良仏師系統の仏師として初めてのことであった。
承元2年（1208年）から建暦2年（1212年）にかけては、一門の仏師を率いて、興福寺北円堂の本尊弥勒仏以下の諸像を造っている（『猪隈関白記』、弥勒仏像像内納入品）。これらのうち弥勒仏像、無著菩薩・世親菩薩像が北円堂に現存し、運慶晩年の完成様式を伝える。殊に無著・世親像は肖像彫刻として日本彫刻史上屈指の名作に数えられている。同堂四天王像はいま平安時代初期造立の木心乾漆像に替わっているが、興福寺南円堂に伝来した四天王像が本来の北円堂像であった可能性が説かれている。
最晩年の運慶の仕事は、源実朝・北条政子・北条義時など、鎌倉幕府要人の関係に限られている。その中で、建保4年（1216年）には、実朝の養育係であった大弐局が発願した、神奈川・称名寺光明院に現存する大威徳明王像を造った。更に、源実朝の持仏堂、北条義時の大倉薬師堂、北条政子の勝長寿院五大尊像などの諸像を手がけている。
同像の納入文書の記載によれば、本像は大日如来像、愛染明王像とともに造立されたものだが、これら2像は現存しない。

## 作風
平安後期に都でもてはやされた定朝様（じょうちょうよう）の仏像は、浅く平行して流れる衣文、円満で穏やかな表情、浅い肉付けに特色があり、平安貴族の好みを反映したものであった。対して運慶の作風は、男性的な力強い表情が特徴的である。また、様々な変化をつけた衣文、量感に富む力強い体躯なども特色として挙げられる。運慶のこうした作風については当時の武士の気風を反映したものと解説されるが、こうした一面的な理解には疑問を呈する意見もある。

## 現存作品
運慶の作と称されている仏像は日本各地にきわめて多い（特に仁王像に多い）が、銘記、像内納入品、信頼できる史料等から運慶の真作と確認されている作品は少ない。以下は国宝・重要文化財指定名称に運慶の関与が明記され、運慶ないし運慶工房の真作として学界にほぼ異論のないものである。
（文中の「重要文化財」は日本の文化財保護法第27条の規定に基づき、日本国（文部科学大臣）が指定した重要文化財（「国の重要文化財」）を指す。）

### 運慶作と確定している作品
- 奈良・円成寺 大日如来坐像（国宝） - 安元2年（1176年）10月。運慶の真作として確認できる最初の作品。手は智拳印を結ぶが、その位置は一般的な大日如来像よりかなり高く、それによって胸の前に複雑な空間が生じている。また、条帛をわざわざ別材で接ぎ合わせ、より現実に近い造形を試行している。台座蓮肉天板裏面に運慶自署と思われる墨書銘があり、これに拠り運慶は本像を11か月かけて制作し、仏像本体の代金として上品8丈の絹43疋を賜ったことがわかる。当時この仏像のような等身大の像の制作期間はおよそ3か月程度とされ、それよりも遥かに長い日数をかけて造仏していることから、運慶が他の仏師の助力を得ず独力で制作したと考えられる。願主ではなく仏像を作った仏師自らが名を記した現存最古の例としても貴重である。この銘文は大正10年（1921年）に発見され、近代的な運慶研究の端緒となった。
- 静岡・願成就院 阿弥陀如来坐像、不動明王及び二童子立像、毘沙門天立像（国宝） - 文治2年（1186年）（不動・二童子・毘沙門天像像内納入木札墨書）。5体は2013年（平成25年）に国宝に指定された[17]。
- 神奈川・浄楽寺 阿弥陀三尊像、不動明王立像、毘沙門天立像（重要文化財） - 文治5年（1189年）（不動・毘沙門天像像内納入木札墨書）。像底に「上げ底式内刳り」を採用した最初の例。一般に寄木造の仏像は、内部を入念に内刳りして椀を伏せたような構造になっている。納入品は台座の上に置かれ、それに被せるように仏像が安置される。そのため火事などの緊急事態に遭うと、像だけが救い出されても納入品はそのまま置き去りにされて失われてしまいがちであった。そこで運慶は、内刳りに際して膝の上の高さで像の底を刳り残して、納入品が像内に封入されるように工夫した。単純な工夫であるが、他派の仏師たちがこの構造を採用するようになるのは鎌倉時代後半になってからである。
- 奈良・東大寺南大門 金剛力士立像（国宝） - 建仁3年（1203年）。運慶が中心となり、快慶、定覚、湛慶ら一門の仏師を率いて制作。（『東大寺別当次第』、阿形像持物金剛杵墨書、吽形像像内納入経巻奥書）
- 奈良・興福寺北円堂諸仏 - 建暦2年（1212年）。『猪熊関白記』の記事により運慶一門の作であることがわかる。弥勒仏及び両脇侍像、四天王像、羅漢像2体（無著・世親像）の計9体の群像であった。ただし、両脇侍像は失われ、四天王像も所在不明である（もと興福寺南円堂に安置され、同寺中金堂へ移動した四天王像を旧北円堂像とする説もある[18]。弥勒仏像台座反花内側の墨書に各像の担当仏師の名が記されているが、判読不能箇所が多く、全容は不明である[19]。
  - 弥勒仏坐像（国宝）運慶の指導のもと源慶、□慶（1字不明、静慶か）らが制作。
  - 無著菩薩・世親菩薩立像（国宝）運慶の指導のもと運□（1字不明）らが制作。銘文に判読不能箇所があるが、運慶の5男運賀、6男運助らが関与したと推定される。

以上の諸像の制作には、複数の仏師が分担して関与してはいるが、近現代の美術作品のように個々の芸術家の作品ではなく、工房主宰者である運慶の作とみなされている。
- 神奈川・称名寺光明院 大威徳明王像（重要文化財） - 建保4年（1216年）（像内納入文書）。東寺講堂の模刻像で現在は水牛座が亡失し、同時に製作された大日如来像、愛染明王像は現存しない。伝空海作として子院一ノ室に伝来した。

### 運慶作と強く推定される作品
作風、納入品、伝来などから運慶ないし運慶工房作であることが強く推定される作品として次のものがある。
- 奈良・興福寺 木造仏頭（重要文化財） - 文治2年（1186年）。興福寺西金堂（廃絶）旧本尊・釈迦如来像の頭部である。仏頭のほか、仏手と、光背にもと付属していた飛天・化仏が残っている。『類聚世要抄』に西金堂釈迦像を運慶が造立したことが記されるが、これと現存の仏頭等との関連についてはなお慎重な見方もある[22]。
- 和歌山・金剛峯寺 八大童子立像（国宝） - 建久8年（1197年）。『高野春秋』。ただし、8体のうち2体は南北朝時代の補作である。
- 京都・六波羅蜜寺 地蔵菩薩坐像（重要文化財） - 運慶が京都に建立した地蔵十輪院の旧像とする説がある[23][24]。
- 栃木・光得寺 大日如来坐像（重要文化財） - 建久10年（1199年）以前。東京国立博物館寄託。栃木県足利市にあった樺崎八幡宮旧蔵で、同八幡宮の前身である樺崎寺に伝わったものと推定されている。山本勉は、樺崎寺の縁起にみえる大日如来像が本像にあたり、作者を運慶と推定した。X線透過撮影により、他の運慶作品と共通する五輪塔、珠、人間の歯などの納入品の存在が確認されたことからも、運慶作である可能性が高くなっている。樺崎寺を建立した足利義兼の没年建久10年（1199年）が制作の上限とされるが、異説もある[25]。
- 愛知・滝山寺 聖観音菩薩・梵天・帝釈天立像（重要文化財） - 正治3年（1201年）（『滝山寺縁起』）
- 東京・宗教法人真如苑蔵（半蔵門ミュージアム保管） 大日如来坐像（重要文化財） - 建久4年（1193年）。- もと個人蔵で、2008年3月にクリスティーズ社のオークションに出品され、真如苑が三越に依頼して1,280万ドル（約12億5千万円）で入手した。その後東京国立博物館への寄託（7年間）を経て、東京都千代田区の半蔵門ミュージアムで公開。『鑁阿寺樺崎縁起并仏事次第』に見える、樺崎寺安置の厨子に建久4年（1193年）銘のあった大日如来像に当たるもので、その作風やX線写真によって知られる像内納入品の状況から運慶作品と推定する説がある[注 2]。

### 運慶作とする説がある作品
運慶の作とするには確実性を欠くものや、運慶派の流れをくむ鎌倉期の仏師の作品として文化財指定されているものに次のものがある。
- 奈良・東大寺俊乗堂 俊乗上人（俊乗房重源）坐像（国宝） - 建永元年（1206年）。造像に関する直接の史料がないが、「元亨釈書」などの後世の資料やその作風から運慶の作とする見方がある。
- 奈良・興福寺 四天王立像（国宝） - もと興福寺南円堂に安置され、同寺中金堂へ移動した四天王像。本来の安置堂宇について諸説があるが、北円堂の無著・世親像と同じく珍しくカツラが材に使われていることなどから、興福寺北円堂の旧像とする説がある。とすれば、運慶指揮下に運慶子息4人が分担して（持国天－湛慶、増長天－康運、広目天－康弁、多聞天－康勝）制作した像に該当することになる。[26]
- 神奈川・瀬戸神社 舞楽面（重要文化財） - 建保7年（1219年）頃。社伝では源頼朝または源実朝の所用で、北条政子の寄進とされる。裏面に運慶作の追銘があり、作風は運慶に極めて近い。
- 伝・浄瑠璃寺（京都府）旧蔵 十二神将像（重要文化財） - 建暦2年（1212年）頃か。東京国立博物館（辰神・巳神・未神・申神・戌神の5躯）と静嘉堂文庫美術館（子神・丑神・寅神・卯神・午神・酉神・亥神の7躯）に分蔵。鎌倉時代初期、運慶周辺の有力仏師の作であることには諸家の説が一致する[注 3]。像高3尺に満たない小像ながら本格的な寄木造とし、布貼下地に彩色を施す入念作であること、浄瑠璃寺が運慶とゆかりの深い興福寺の末寺であったことなどから、本群像を運慶その人の作とみなす研究者もいる[27]。『絵画叢誌』7号（1882年）、『國華』109号（1898年）、同誌116号（1899年）など明治時代の文献には「運慶作」とされている。明治35年（1902年）11月22日付の『毎日新聞』[注 4]に、十二神将のうちのいずれかの像の胎内に「上坊別当筆、大仏師運慶」の銘があるとの記事があることが、2012年に再発見された[28]。ただし、解体修理等によって当該銘記が確認されたわけではない。2017年には、12体のうち亥神像の胎内に運慶没後5年の安貞2年（1228年）とみられる墨書の存在することが確認された[29]。

## 親族
- 父：康慶
- 母：不詳
  - 次弟：定覚
    - 甥：覚円 - 定覚の子か。
- 妻：不詳
  - 長男：湛慶
  - 次男：康運 - 「肥後別当定慶」か。
    - 孫：康円 - 康運の子。
    - 孫：康定 - 康運の子。

  - 三男：康弁
  - 四男：康勝
  - 五男：運賀
  - 六男：運助
    - 孫：康俊 - 古説では運助の子と伝承される

## 関連作品
小説
- 『運慶』松本清張 （1958、新潮社『小説日本芸譚』収録）ISBN 978-4-10-110901-5
- 『荒法師 運慶』梓澤要 （2016、新潮社）ISBN 978-4-10-121182-4

漫画
- 『ねこねこ日本史』 - 歴史上の人物を各1人に1話完結式の4コマ漫画作品であり、猫キャラの主役として第6巻に掲載され登場している。

アニメ
- 『ねこねこ日本史』（2018年11月21日放送、Eテレ、第87話の主役、声・小林ゆう） - 上記の原作4コマ漫画をテレビアニメ化。1話完結式。

ドラマ
- 『鎌倉殿の13人』 - 演・相島一之